# Fountain Lake (Arkansas)
Fountain Lake est une ville située dans l’État américain de l'Arkansas, dans le comté de Garland.